# Аракрус
Аракрус (порт. Aracruz) — муниципалитет в Бразилии, входит в штат Эспириту-Санту. Составная часть мезорегиона Северное побережье штата Эспириту-Санту. Входит в экономико-статистический микрорегион Линьярис. Население составляет 73 657 человек на 2006 год. Занимает площадь 1 436,02 км². Плотность населения — 51,3 чел./км².

## Статистика
- Валовой внутренний продукт на 2003 составляет 1 692 122 286,00 реалов (данные: Бразильский институт географии и статистики).
- Валовой внутренний продукт на душу населения на 2003 составляет 24 339,73 реалов (данные: Бразильский институт географии и статистики).
- Индекс развития человеческого потенциала на 2000 составляет 0,772 (данные: Программа развития ООН).